# Steffi Häberlin
Steffi Häberlin (Münsterlingen, 11 december 1997) is een Zwitsers wielrenster, mountainbikester en veldrijdster.

## Carrière
Als tiener begon Häberlin haar wielercarrière op de mountainbike, in 2020 werd ze nationaal kampioene bij de marathon per mountainbike. Een jaar later werd ze tweede op hetzelfde onderdeel bij de EK. Ze nam twee jaar deel aan wedstrijden namens de Zwitserse ploeg Team BMC.
Op de weg reed Häberlin in 2022 met de nationale selectie voor het eerst de Ronde van Zwitserland. Ze was hier veelvuldig in de aanval te zien en kwam op een zesde plaats in het jongerenklassement. Een jaar later reed ze voor het eerst de Ronde van Romandië. In 2024 startte ze nogmaals in de Ronde van Zwitserland en behaalde haar beste klassering; ze eindigde als vijfde in de vierde etappe. Häberlin won het sprintje van de overgebleven renners achter de favorieten voor de eindzege. Haar resultaten leverde Häberlin per 2025 een eerste profcontract op bij de UCI Women's World Tour-ploeg Team SD Worx-Protime. In het voorjaar reed ze voornamelijk eendaagse wedstrijden maar later in het jaar waren dit veelal etappewedstrijden. Eind juni kroonde ze zich tot nationaal kampioene op de weg, ze hield Elise Chabbey en Noemi Rüegg achter zich.

## Palmares

### Wegwielrennen
Zwitsers kampioene op de weg

### Resultaten in voornaamste wedstrijden
| Jaar | Ronde van Italië | Ronde van Frankrijk | Ronde van Spanje |
| ---- | ---------------- | ------------------- | ---------------- |
| 2025 | 40e              |                     |                  |

| Jaar | Luik-Bast.‑Luik | Trofeo Alfredo Binda | Strade Bianche |
| ---- | --------------- | -------------------- | -------------- |
| 2025 | 26e             | 19e                  | 28e            |

### Veldrijden

#### Resultatentabel
| Seizoen      | WK | EK | ZK | Klassementen | Klassementen | Klassementen | Klassementen  | Podia | Podia  | Podia | Aantal crossen |
| Seizoen      | WK | EK | ZK | WB           | SP           | Trofee       | EKZ CrossTour | Goud  | Zilver | Brons | Aantal crossen |
| ------------ | -- | -- | -- | ------------ | ------------ | ------------ | ------------- | ----- | ------ | ----- | -------------- |
| Als elite    |    |    |    |              |              |              |               |       |        |       |                |
| 2020-2021    | -  | -  | 4e | -            | -            | -            | 40e           | 0     | 0      | 0     | 2              |
| Totaal Elite | –  | –  | –  | –            | –            | –            | –             | 0     | 0      | 0     | 2              |

## Ploegen
- 2025 –  Team SD Worx-Protime

van Belle (vanaf 29/4) · Bredewold · van der Breggen · van den Broek-Blaak (tot 11/2) · Cecchini · Gerritse · Guarischi · Häberlin · Harvey · J. Kopecký · L. Kopecky  · Lach · Markus · Schneider · Schreiber · Schreurs · Vas · Wiebes 